# Escola Politécnica (França)
A École Polytechnique (em português: Escola Politécnica) é a mais antiga, célebre e prestigiosa escola de engenharia, ciências e tecnologia da França. Atualmente pertence ao Institut Polytechnique de Paris, o qual é uma das escolas fundadoras. Entre seus ex-alunos estão vencedores do Prêmio Nobel, da Medalha Fields, Presidentes da França e muitos CEOs de empresas francesas e internacionais. 
Fundada em 1794, durante a Revolução Francesa, é um estabelecimento público de ensino e pesquisa que se encontra sob a tutela do Ministério de Defesa da França. Seu lema "Pour la Patrie, les sciences et la gloire", enunciado por Napoleão Bonaparte, indica a relação estreita entre a École Polytechnique, o serviço da pátria e a excelência científica. 

## História

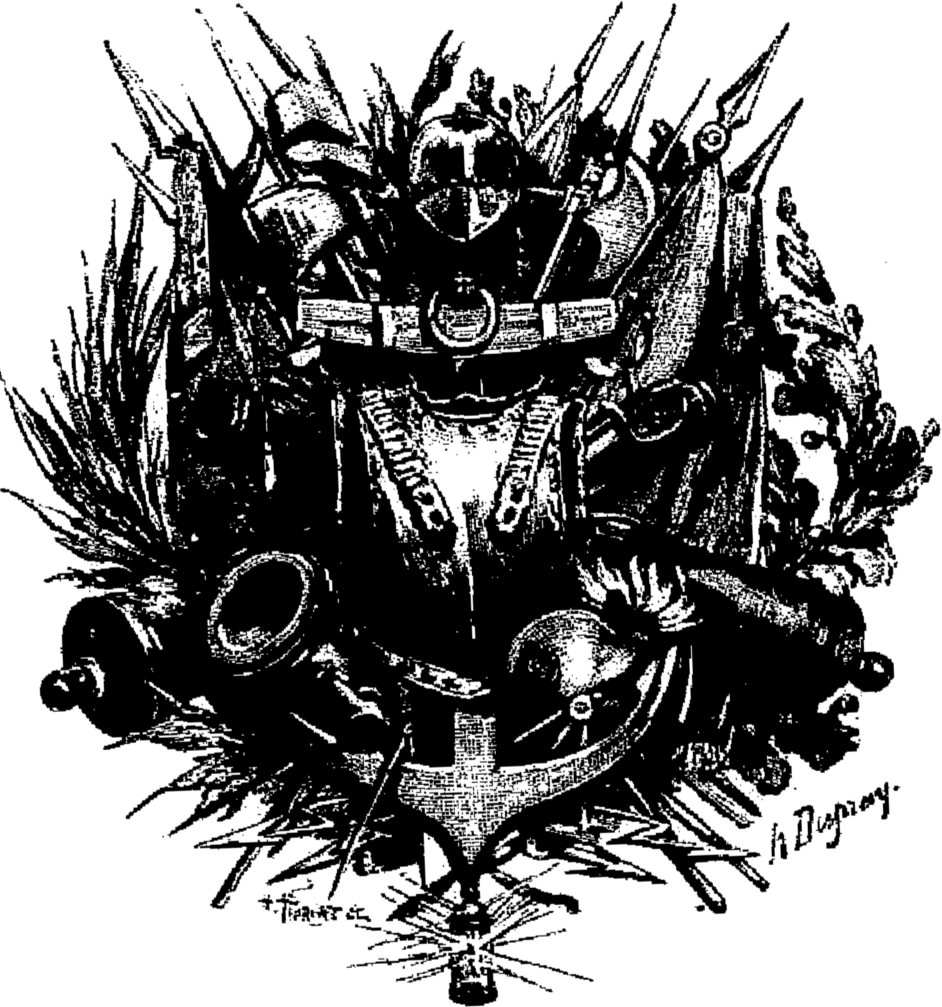
Armas da École polytechnique.

Após a Revolução Francesa, em 1789, a França viu-se numa situação difícil, com uma grande falta de engenheiros e funcionários públicos de alto escalão. Tal situação levou à criação, em 1794, da Escola Central de Trabalhos Públicos. Em 1805, Napoleão Bonaparte dá à escola um novo nome: Escola Politécnica, tornando-a numa escola militar.
Em 1970 a escola recebe um status civil, continuando porém sob a tutela do Ministério da Defesa Francês. Em 1972 a admissão de mulheres é aprovada e em 1976 a escola é movida do Quartier Latin, no centro de Paris ao lado da Sorbonne, a Palaiseau, ao sul de Paris.
Em 2000 a Escola Politécnica passa por diversas mudanças, no que é conhecida como a "Reforma de 2000". Tentando adaptar-se aos novos desafios do século XXI, a escola passa a engajar-se na sua internacionalização, com uma crescente admissão de alunos estrangeiros (vindos da China, Rússia, entre outros países) e também mudanças profundas na sua escolaridade, notadamente no que se refere às atividades militares de seus alunos.

## Ex-alunos da Polytechnique célebres
Muitos ex-alunos da Escola Politécnica de Paris ocupam cargos proeminentes no governo, indústria e pesquisa na França e no mundo. Entre seus ex-alunos, encontra-se prêmios Nobel (como Henri Becquerel, Maurice Allais, Jean Tirole), presidentes da França (como Sadi Carnot, Albert Lebrun e Valéry Giscard d’Estaing) e muitas outras personalidades francesas e internacionais.
A escola ficou mundialmente reconhecida por figurar os mais importantes da matemáticos dos séculos XVIII à XX, como Henri Poincaré, Augustin Louis Cauchy, Camille Jordan e Charles Hermite, Jean-Baptiste Biot, Pierre- Simon Laplace, Jean Baptiste Fourier, Joseph Louis Lagrange, entre outros que também foram alunos da École Polytechnique. 

## Estudantes

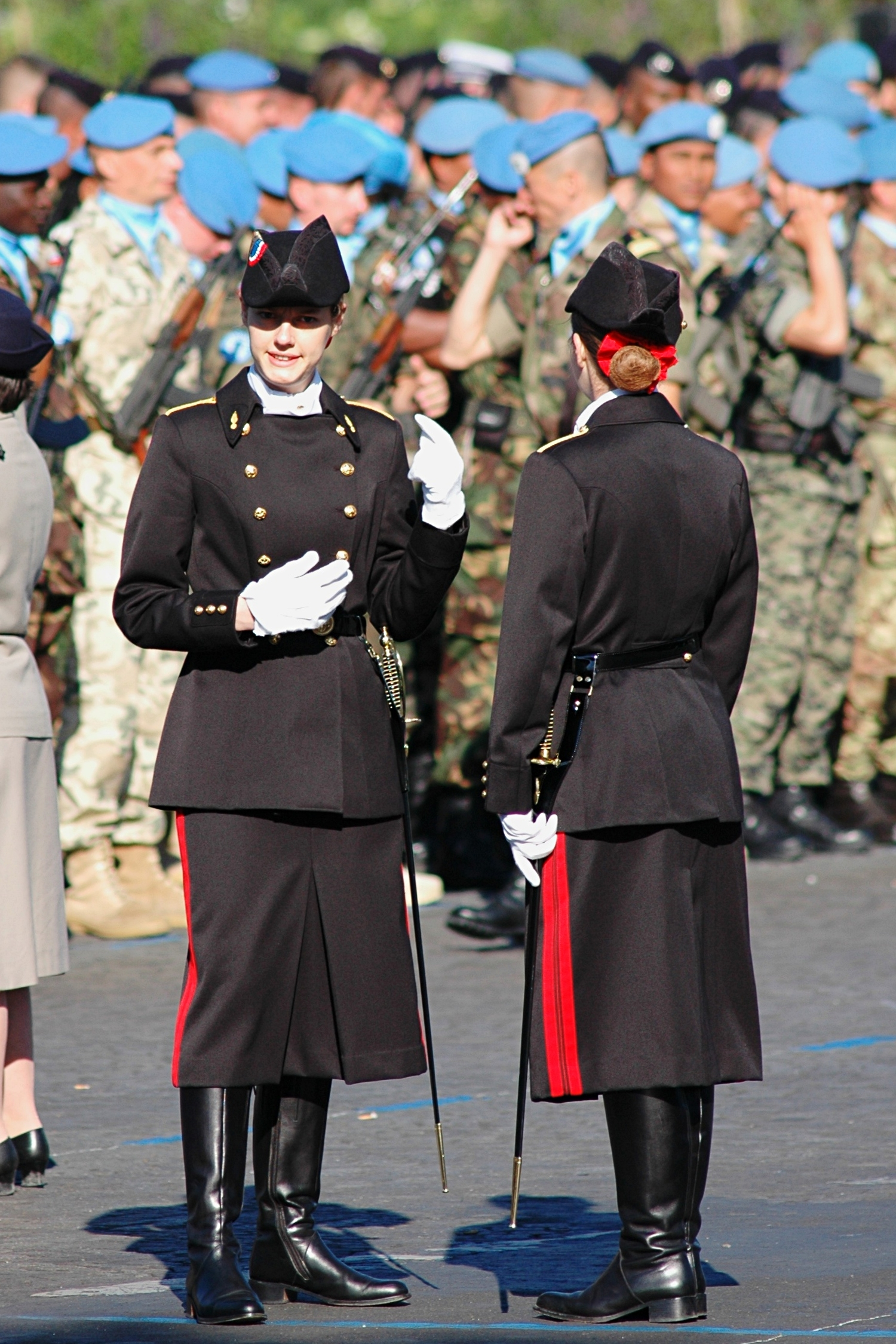
Duas estudantes de uniforme.

O campus da Escola agrupa simultaneamente duas promoções de aproximadamente 500 estudantes do cycle ingénieur (final da graduação e início do mestrado), dos quais 100 estrangeiros e menos de 20% de mulheres, além de mais entre 100 e 150 estudantes de mestrado e 450 doutorandos. Contrariamente à maioria das escolas de engenharia, o ano da promoção corresponde ao ano de entrada e não ao ano de obtenção do diploma. O recrutamento de alunos ocorre por diversas vias, que são classificadas em função da nacionalidade e dos estudos precedentes do candidato.

#### Alunos franceses
A maior parte dos alunos franceses são admitidos por intermediário de um concurso muito difícil, para os quais eles se preparam em classes preparatórias francesas. Eles costumam totalizar 80% da promoção.
No concurso de 2012, foram disponibilizadas 400 vagas para alunos franceses, sendo 383 reservadas a alunos procedentes de classes preparatórias e 17 alunos provenientes de universidades. As vagas das classes preparatórias dependem também da respectiva área de estudos. No concurso de 2011, a metade dos alunos provenientes de classes preparatórias fizeram seus estudos em somente de duas instituições de ensino: o liceu Sainte-Geneviève de Versailles e o liceu Louis-le-Grand, sendo o primeiro privado e o segundo público.

#### Alunos estrangeiros
Os alunos estrangeiros costumam totalizar 20% da promoção, sendo aproximadamente um terço proveniente de classes preparatórias. Os outros dois terços correspondem a alunos de universidades estrangeiras que são recrutados no mundo todo. No concurso de 2012, foram disponibilizadas 110 vagas para estrangeiros, sendo 35 para alunos provenientes de classes preparatórias (via 1), e 75 para alunos de universidades (via 2).

## Nome
É conhecida como "l'X" (lê-se lix), para o que há duas explicações diferentes e comumente aceitas. A primeira vem de seu símbolo de armas, onde podem ser vistos dois canhões cruzados que tomam a forma de um X. A segunda vem do reconhecimento da proeminência da matemática na formação de seus alunos, x sendo tradicionalmente o símbolo mais usado como variável matemática.